# Eurico Gaspar Dutra
Eurico Gaspar Dutra (18 tháng 5 năm 1883 - 11 tháng 6 năm 1974), là một nhà lãnh đạo quân sự và chính trị gia Brasil, từng là Tổng thống thứ 16 của Brasil từ năm 1946 đến năm 1951. Ông là Tổng thống thứ nhất của Đệ nhị Cộng hòa Brasil ngay sau Chế độ Vargas.

## Tiểu sử
Ông sinh ra ở Cuiabá, Mato Grosso. Sau đó ông đã giả mạo năm sinh của mình đến năm 1885, ở tuổi 19, để ông có thể có một thể chất tương thích với độ tuổi, để tạo thuận lợi cho nhập ngũ. Ông học tại Trường Dự bị và Chiến thuật Rio Grande do Sul (1902-1904) và tại Học viện Quân sự Braxin (Trường Quân sự 'Praia Vermelha' ở Rio de Janeiro) năm 1904, trong đó ông bị đuổi việc Một phần trong cuộc nổi dậy cùng năm đó, liên quan đến cuộc Cách mạng Vắc-xin, nhưng đã được ân xá, trở lại trường học, nay nằm tại Realengo, hoàn thành khóa học năm 1906. Ông cũng là sinh viên của Trường Chiến tranh ở Porto Alegre (1906) Trường Pháo binh và Kỹ thuật, đã hoàn thiện về cơ học, đạn đạo và luyện kim (1908-1910), và Trường Đại học Tổng hợp, nơi ông tốt nghiệp lớp 1 và nhận được "très bien" (1922) hiếm được đề cập đến. Sau đó, trong cuộc đàn áp cuộc cách mạng São Paulo năm 1924.